# Leonid Abałkin
Leonid Abałkin (ros. Леонид Иванович Абалкин, Leonid Iwanowicz Abałkin; ur. 5 maja 1930, zm. 2 maja 2011) – radziecki ekonomista, członek rzeczywisty Rosyjskiej Akademii Nauk (od 1987) .

## Życiorys
Od 1956 był członkiem KPZR. Absolwent Moskiewskiego Instytutu Gospodarki Narodowej w 1952 , od 1961 był w nim wykładowcą. W latach 1976–1986 był profesorem, kierował katedrą ekonomii politycznej w Akademii Nauk Społecznych przy Komitecie Centralnym KPZR. Od 1986 do 1989 i od 1991 do 2005 był dyrektorem Instytutu Ekonomiki Akademii Nauk ZSRR i Rosyjskiej Akademii Nauk. Był aktywnym działaczem czasów „pierestrojki”, postrzegał ją jako mechanizm reformowania systemu socjalistycznego. W latach 1989–1991 był wicepremierem ZSRR do spraw reform ekonomicznych.

## Wybrane prace
Opublikował prace z zakresu ekonomii politycznej, w tym:
- «Polityczna ekonomia i ekonomiczna polityka» w 1970;
- «Mechanizmy ekonomiczne rozwiniętego społeczeństwa socjalistycznego» w 1973,
- «Nowy typ myślenia ekonomicznego» w 1987[3] .

## Odznaczenia
- Order „Za zasługi dla Ojczyzny” IV klasy (2000)
- Order Honoru (2005)
- Order Przyjaźni Narodów
- Order „Znak Honoru”
- Medal „Weteran pracy”
- Medal Przyjaźni (Wietnam) (1978)